# Eleição municipal de Erechim em 1992
A eleição municipal em Erechim em 1992 decorreu em 3 de outubro para eleger um prefeito, um vice-prefeito e dezessete vereadores, sem a possibilidade de um segundo turno. Os mandatos dos candidatos eleitos nesta eleição duraram ente 1º de janeiro de 1993 a 1º de janeiro de 1997.
O candidato Antônio Dexheimer, do PMDB, foi eleito com mais de 50% dos votos, superando aos adversários Narciso Paludo, do PFL - partido do então prefeito Elói João Zanella, e Waldomiro Fioravante, do PT.

## Resultados

### Prefeito
| Candidato(a)              | Vice                         | 1º turno 3 de outubro de 1992 | 1º turno 3 de outubro de 1992 |
| Candidato(a)              | Vice                         | Total                         | Percentagem                   |
| ------------------------- | ---------------------------- | ----------------------------- | ----------------------------- |
| Antônio Dexheimer (PMDB)  | Luiz Francisco Schmidt (PDT) | 18.846                        | 50,17%                        |
| Narciso Paludo (PFL)      |                              | 14.862                        | 39,56%                        |
| Waldomiro Fioravante (PT) |                              | 3.855                         | 10,26%                        |
| Total de votos válidos    | Total de votos válidos       | 37.563                        | 93,99%                        |
| → Votos em branco         | → Votos em branco            | 1.309                         | 3,27%                         |
| → Votos nulos             | → Votos nulos                | 1.090                         | 2,72%                         |
| Total                     | Total                        | 39.962                        |                               |
| Abstenções                | Abstenções                   | Desconhecido                  |                               |
| Total de inscritos        | Total de inscritos           | Desconhecido                  | 100%                          |

### Vereadores eleitos
| Partido | Partido | Candidato                  | Votos populares | Votos populares |
| Partido | Partido | Nome                       | Votos           |                 |
|         | PFL     | Maria Franceschi           | 1.216           |                 |
|         | PFL     | Silvério Fortunato         | 1.021           |                 |
|         | PDT     | Moacir Tormen              | 962             |                 |
|         | PFL     | Silvestre Cordone          | 943             |                 |
|         | PFL     | Carlinda Poletto Farina    | 930             |                 |
|         | PFL     | Cezar Caldart              | 904             |                 |
|         | PDT     | Cesar Mantovani            | 837             |                 |
|         | PFL     | Jaime Piaia                | 833             |                 |
|         | PMDB    | Jorge Lisboa Goelzer       | 783             |                 |
|         | PDS     | Gilberto Salomoni Sobrinho | 777             |                 |
|         | PDT     | Terezinha Peccin           | 775             |                 |
|         | PMDB    | Sérgio Bento Maccagini     | 746             |                 |
|         | PTB     | Luiz Alberto Barella       | 735             |                 |
|         | PMDB    | Moacir Anziliero           | 728             |                 |
|         | PTB     | Luiz de Brito              | 646             |                 |
|         | PDT     | Helly Parenti              | 624             |                 |
|         | PSB     | Loedir Dassi               | 363             |                 |